# Langues sémitiques du Sud
Les langues sémitiques du Sud est une branche hypothétique des langues sémitiques. Le sémitique lui-même est une branche de la grande famille des langues chamito-sémitiques. On la retrouve au Yémen, à Oman, en Érythrée et en Éthiopie.

## Histoire
L'aire géographique d'origine des langues sémitiques du sud est largement débattue, avec des sources telles que A. Murtonen (1967) et Lionel Bender (1997),  suggérant une origine dans la Corne de l'Afrique et d'autres suggérant la partie sud de la péninsule arabique. Une étude récente basée sur un modèle bayésien pour estimer le changement de langue a conclu que ce dernier point de vue est plus probable. 

## Classification
Les langues sémitiques du Sud sont divisées en deux branches non controversées:
- Occidentale
  - Sudarabique ancien - peut-être éteint, autrefois considéré comme l'ancêtre linguistique des langues sémitiques modernes du sudarabique, le sudarabique moderne étant maintenant classé comme langue sémitique du sud-est. La langue razihi et la langue faifi sont probablement des descendants.
  - Premières langues sémitiques éthiopiennes (éthio-sémitique, éthiopien sémitique) sur la côte sud de la péninsule arabique et trouvées à travers la mer Rouge dans la Corne de l'Afrique, principalement dans l'Éthiopie et l'Érythrée modernes.
- Orientale
  - Sudarabique moderne. Ces langues sont parlées principalement par de petites populations minoritaires de la péninsule arabique au Yémen (Mahra et Socotra) et à Oman (Dhofar).

## Démographie
Les langues sémitiques éthiopiennes ont collectivement de loin le plus grand nombre de locuteurs natifs modernes de toute langue sémitique autre que l'arabe. Les principales langues de l'Érythrée sont principalement le tigrinya et le tigré, qui sont des langues du nord de l'Éthiopie, et l'amharique (sud de l'Éthiopie) est la principale langue parlée en Éthiopie (avec le tigrigna dans la province nord du Tigré). Le ge'ez continue d'être utilisé en Érythrée et en Éthiopie comme langue liturgique pour les églises orthodoxes de Tewahedo.
Les langues du sud de l’Arabie sont de plus en plus effacées par l’arabe, langue plus dominante, depuis plus d’un millénaire. Ethnologue répertorie six membres modernes de la branche sud-arabe et 15 membres de la branche éthiopienne.